# Herman Hollerith
Herman Hollerith, född 29 februari 1860 i Buffalo, New York, död 17 november 1929 i Washington, D.C., var en amerikansk ingenjör som konstruerade hålkort och hålkortsmaskiner för databehandling. 

## Biografi
Hollerith, som var anställd på USA:s folkräkningsmyndighet, kom på idén att stansa hål i registreringskorten i stället för att sätta ut kryss. Han utvecklade det första hålkortssystemet med maskiner som kunde sortera korten och sammanställa informationen. Maskinerna läste korten genom att köra dem mellan elektriska kontakter som då antingen slöts genom hålen eller isolerades av papper. Med utstansningarna kunde då korten registrera alla nödvändiga upplysningar som kön, ålder, bostadsort och nationalitet.
Hålkorten bevisade sitt värde vid USA:s folkräkning 1890. Bearbetningen av informationen om de 63 miljoner amerikanerna som tidigare tagit två år, tog nu bara tre månader. 
Hollerith grundade 1896 Tabulating Machine Company, ett av de företag som senare slogs samman till det som kom att bli IBM.